# Gulebage Jiedao
Gulebage Jiedao (kinesiska: 古勒巴格街道, 古勒巴格) är en socken i Kina. Den ligger i den autonoma regionen Xinjiang, i den nordvästra delen av landet, omkring 990 kilometer sydväst om regionhuvudstaden Ürümqi. Antalet invånare är 27 919. Befolkningen består av 13 203 kvinnor och 14 716 män. Barn under 15 år utgör 17,0 %, vuxna 15-64 år 79 %, och äldre över 65 år 3,0 %.
Genomsnittlig årsnederbörd är 62 millimeter. Den regnigaste månaden är juni, med i genomsnitt 18 mm nederbörd, och den torraste är oktober, med 1 mm nederbörd.